# آندژی تشاسکوفسکی
آندژی تشاسکوفسکی (لهستانی: Andrzej Trzaskowski؛ ‏ ۲۳ مارس ۱۹۳۳ – ۱۶ سپتامبر ۱۹۹۸) آهنگساز، موسیقی‌شناس، موسیقی‌دان سبک جاز، نوازنده پیانو، رهبر ارکستر و معلم موسیقی اهل لهستان بود. وی از صاحب‌نظران سَنکُپ در موسیقی محسوب می‌شد و آثاری در سبک موسیقی آوانگارد و موسیقی دوازده‌نغمه‌ای ارائه نمود.
از فیلم‌هایی که وی در آن‌ها نقش داشته‌است، می‌توان به جادوگران بی‌گناه، پیروزی آسان و قطار شب اشاره نمود.
وی همچنین برندهٔ جوایزی همچون صلیب شایستگی شده‌است.